# Jacob's Ladder
Jacob's Ladder (bra: Alucinações do Passado; prt: BZ - Viagem Alucinante) é um filme americano de 1990, dos gêneros suspense, drama e terror, dirigido por Adrian Lyne, com roteiro de Bruce Joel Rubin e música de Maurice Jarre.
O filme serviu de inspiração para os criadores da série de jogos Silent Hill, em que a ambientação, as luzes e o terror psicológico foram baseados no filme.

## Enredo
Jacob (Tim Robbins) é um veterano da Guerra do Vietnam, em quem o conflito deixou marcas profundas. Diariamente, ele vê seres estranhos que o ameaçam de morte. Podendo contar apenas com o apoio e a ajuda de sua namorada Jezebel (Elizabeth Peña) e do seu melhor amigo, Louis (Danny Aiello), Jacob tenta descobrir a verdadeira causa dos seus delírios.

## Elenco
- Tim Robbins ....... Jacob Singer
- Elizabeth Peña ....... Jezebel
- Danny Aiello ....... Louis
- Matt Craven ....... Michael
- Pruitt Taylor Vince ....... Paul
- Jason Alexander ....... Geary
- Patricia Kalember ....... Sarah
- Eriq La Salle ....... Frank
- Ving Rhames ....... George
- Brian Tarantina ....... Doug
- Anthony Alessandro ....... Rod
- Brent Hinkley ....... Jerry
- Macaulay Culkin ....... Gabe
- S. Epatha Merkeson